# Behice
Behice ist ein türkischer weiblicher Vorname arabischer Herkunft. Der Name bedeutet „fröhlich“ oder „schön“.

## Namensträgerinnen
- Behice Boran (1910–1987), türkische Soziologin und Politikerin
- Behice Maan (1882–1969), 12. Gattin von Sultan Abdülhamid II.
- Behice Tezçakar Özdemir (* 1979), türkische Historikerin und Autorin